# Schwätzen
Schwätzen, auch Schwatzen, heißt im Deutschen allgemein, sich in entspanntem Umfeld zu unterhalten, oder ein Gespräch ohne besondere Tiefgründigkeit zu führen. Das Substantiv Geschwätz ist deutlich negativ besetzt und meint dumm daherreden, synonym dafür stehen Gebrabbel, Schnack. Daneben hat Schwätzen eine spezielle Sonderbedeutung, nämlich die (unerwünschten) Gespräche von Schülern während des Unterrichts.

## Wortherkunft
Schwatzen ist nach Grimms Deutschem Wörterbuch 1854 ff. „eine dem deutschen sprachgebiete eigenthümliche intensivbildung von unbekanntem ursprunge“, und ist erst seit dem 15. Jahrhundert belegt. Laut moderner Sprachwissenschaft (Linguistik) ist der Begriff indogermanischer Herkunft und somit mit einigen indogermanischen Sprachen der Welt verwandt, insbesondere mit Sprachen, die noch in ihrer archaischen Form erhalten geblieben sind so wie das Persische, wo die verwandten Begriffe sobat (sprechen: sobat kardan) und savât (Edel, Verstand, Klarheit, Mündigkeit und Bildung) existieren. Damit auch verwandt ist das persische Wort Chatiât (wirrwarr, dummes Geschwätz, Blödsinnigkeit) und das englische Chat (plaudern) und in den indischen Dialekten vorkommenden sota, svati und svaaya. Verwandtschaft besteht womöglich im deutschen Sprachgebiet zu schwadern ‚schwanken, schwappen‘ – vergleiche die analoge Herleitung der zu Schwatzen relativ synonymen Begriffe Geschwafel und Geschwurbel, aber auch schwadronieren, das ursprünglich zu Schwadron ‚Schar‘ (eigentlich über frz. esquadre ital. squadra ‚Viereck‘ wie Quader; dt. auch Schwader, verg. Geschwader) steht, aber dann zunehmend die Bedeutung ‚(wirr) umherschweifen‘ annimmt, bis es dem Wort Schwatzen ähnelt, etwa als Schwadronneur ‚Schwätzer, Angeber‘. Überlebt hat der Begriff wohl nur, weil er in das Hochdeutsche aus vereinzelten und miteinander eng verwandten deutschen Idiomen (wahrscheinlich aus Ostdeutschland oder noch genauer aus der nordöstlichen Region Deutschlands) übernommen wurde oder sich selbst im Hochdeutsch etablieren konnte wie einige andere Begriffe (malochen usw.) aus den noch lebenden Dialekten im deutschen Sprachraum.

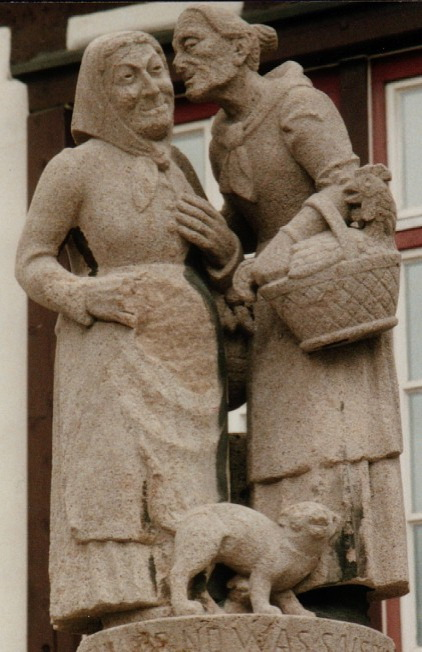
‚Schwätzweiber‘ auf einem alten Marktbrunnen in Sindelfingen (Württemberg)

Schwätzen im Sinne plaudern ist der ursprüngliche Sinn, und fand sich anfangs vornehmlich im Oberdeutschen. Das Wort ist – auch in der Hochliteratur – beliebt gewesen, und hat zahlreiche, heute meist altertümlich anmutende oder ausgestorbene Begriffe wie Schwatzgeist, Schwatzmaul, Schwatzsucht und Ähnliches produziert, aber auch Schwatzmarkt („ihr sollet auch an den sontägen und all andern gepothnen feiertägen die kirchen und gotsdienst mit vleisz besuechen, denselben von anfang bisz zum end beiwohnen und nit herausen vor der kirchen am schwäzmarkt bleiben.“ 16. Jh.).
Schon die Brüder Grimm geben ‚schwatzen‘ als die hochsprachliche, und ‚schwätzen‘ als die dialektsprachliche Form, erwähnen aber auch: „neuerdings scheinen sich schwätzen und schwatzen fein von einander geschieden zu haben, und jenes nur ein volles gleichsam spielendes und jedenfalls gemüthliches behagen an der unterhaltung, dieses aber eben das übermasz im vergleich zum werth der sache oder der vorgebrachten meinung zu bedeuten.“ Deutlich wird diese richtig erkannte Trennung, indem es heute nur mehr die Formen ‚Geschwätz‘ und ‚Schwätzer‘ gibt, und diese ausdrücklich als ‚leeres Gerede‘ negativ konnotiert sind – während Geschwatz hochsprachlich ausgestorben scheint. Davon abweichend negativ besetzt ist sonst nur die Schwatzhaftigkeit, Im Österreichischen wird das Wort prinzipiell in abwertender Bedeutung verwendet.
Schwätzen im Sinne eines Gesprächs, das mehr oder minder leise zwischen zwei oder mehreren Schülern während des Unterrichts geführt wird, ist in dieser Bedeutung jüngeren Ursprungs.